# Korswandt
Korswandt ist eine Gemeinde in der Nähe des Seebades Heringsdorf auf der Insel Usedom im sogenannten Achterland. Die Gemeinde wird vom Amt Usedom-Süd mit Sitz in der Stadt Usedom verwaltet.

## Geografie und Verkehr
Korswandt liegt drei Kilometer südlich von Ahlbeck an der B 110 mitten im Naturpark Insel Usedom am Wolgastsee. Östlich der Gemeinde befindet sich die Grenze zu Polen. Im Westteil der Gemeinde liegt der Gothensee. Im Wald östlich des Ortsteils Ulrichshorst befindet sich der Krebssee, südöstlich des Wolgastsees das Schwarze Herz.
Gemeindestruktur
| Ortsteile - Korswandt - Ulrichshorst | Wüstungen und Wohnplätze - Aldehusen (Wüstung) - Seehof (Wohnplatz) - Sennin (Wüstung) |

## Geschichte

### Korswandt
Die Gegend von Korswandt wurde schon früh besiedelt, davon zeugen viele frühgeschichtliche Fundorte. So befindet sich südlich von Korswandt eine Gruppe von bronzezeitlichen Hügelgräbern (1800 bis 600 vdZ).
Urkundlich erstmals erwähnt wurde der Ort 1243 als „Szuroswantz“, als Herzog Barnim I. von Pommern das Dorf, den Bach Lassovnisza, den Wald bis zum Berg Szampisza und den Wolgastsee dem Kloster Stolpe schenkte. Der Name wird mit heilig oder geweiht gedeutet. Der Ort wurde urkundlich sehr oft genannt, wobei die Schreibung viele Wechsel aufweist. Erst nach 1900 setzt sich die Schreibung mit „K“ statt „C“ durch.
Herzog Bogislaw V. von Pommern erlegte 1360 in der Nähe des Ortes den letzten Auerochsen Pommerns. Ein Grenzstreit mit Reimar von Neuenkirchen wurde 1390 beigelegt. 1468 wurden Korswandt, Zirchow und Senin an das Kloster Pudagla verkauft.
Nach dem Westfälischen Frieden im Jahr 1648 wurde der Ort wie das ganze Vorpommern schwedisch. 1709 wurde er erstmals Korswandt genannt. Zum Ende des Großen Nordischen Krieges wurde Korswandt wie die ganze Insel Usedom nach 1720 preußisch. König Friedrich II. ließ zur Landgewinnung den Gothensee absenken und das Thurbruch entwässern. Dazu beauftragte er den Stettiner Departementsrat Ulrich mit der Gründung einer Kolonie. In dem Straßendorf Ulrichshorst, das nach seinem Gründer benannt wurde, wurden 30 Familien aus Mecklenburg und Schwedisch-Pommern angesiedelt.
Nach der Verwaltungsreform im Jahr 1815 kam Korswandt zur preußischen Provinz Pommern und gehörte von 1818 bis 1945 zum Landkreis Usedom-Wollin. Der Ort ist ein reines Straßendorf und bestand im Norden aus Bauerngehöften und im Süden aus einer Landarbeiterkatenzeile nach dem Preußischen Urmesstischblatt von 1835. Bis 1920 weitete sich der Ort weiter südwestlich in Richtung Ulrichshorst aus, weil die Hauptstraße näher zum Wolgastsee verlegt wurde und nicht mehr durch den alten Ortskern im Bogen nach Nordwest führte. An der neuen Straße in Richtung Ahlbeck entstanden ein Forstgehöft und die Gaststätte „Idyll am Wolgastsee“.
Auf dem Gebiet der damaligen Gemarkung von Korswandt nahe dem östlichen Ufer des Wolgastsees wurde 1910 das Wasserwerk für die Stadt Swinemünde in Betrieb genommen. Nach Ende des Zweiten Weltkriegs kam Swinemünde an Polen, das Wasserwerk befand sich weiterhin auf dem Gebiet der SBZ bzw. ab 1949 der DDR. Durch einen Staatsvertrag zwischen Polen und der DDR mit Übergabeprotokoll vom 11. Juni 1951 kam das Wasserwerk mit einer 75 ha großen Ausbuchtung im Grenzverlauf nach Westen  an Polen. Diese Ausbuchtung wird heute in Polen als „Sack“ (pl. worek) bezeichnet.
Von 1945 bis 1952 bildete die Gemeinde, mit dem nach dem Zweiten Weltkrieg bei Deutschland verbliebenen Teil des Landkreises Usedom-Wollin, den Landkreis Usedom im Land Mecklenburg. Dieser ging im Jahr 1952 im Kreis Wolgast im Bezirk Rostock auf.
Zu DDR-Zeiten errichtete und unterhielt der VEB Gummiwerke Thüringen Waltershausen im Ort ein Betriebs-Ferienlager für die Kinder seiner Betriebsangehörigen.
Die Gemeinde gehört seit dem Jahr 1990 zum Land Mecklenburg-Vorpommern. Von 1994 bis 2011 gehörte sie zum Landkreis Ostvorpommern, welcher am 4. September 2011 im Landkreis Vorpommern-Greifswald aufging. Bis 2005 gehörte die Gemeinde zum Amt Ahlbeck-Stettiner Haff.

### Ulrichshorst
Aldehusen (Wüstung)
Aldehusen wurde 1239 erstmals urkundlich mit gleichem Namen erwähnt. Der Name wird als westgermanisch/friesisch gedeutet mit „altes Haus“. Die Lage ist nicht genau zu ermitteln, soll aber bei Ulrichshusen am Gothensee gewesen sein. Nach dieser Datierung gibt es nur eine unechte Urkunde von 1247, der Ort war wüst gefallen.
Sennin (Wüstung)
Sennin wurde 1256 als „Scenin“ erstmals urkundlich erwähnt. Der slawische Name des Ortes wird als „Heu“ gedeutet.

## Politik

### Wappen, Flagge, Dienstsiegel
Die Gemeinde verfügt über kein amtlich genehmigtes Hoheitszeichen, weder Wappen noch Flagge. Als Dienstsiegel wird das kleine Landessiegel mit dem Wappenbild des Landesteils Vorpommern geführt. Es zeigt einen aufgerichteten Greifen mit aufgeworfenem Schweif und der Umschrift „GEMEINDE KORSWANDT * LANDKREIS VORPOMMERN-GREIFSWALD“.

## Sehenswürdigkeiten
- Wolgastsee mit Bootsverleih
- Campingplatz Ulrichshorst

→ Siehe: Liste der Baudenkmale in Korswandt